# John A. Gurley

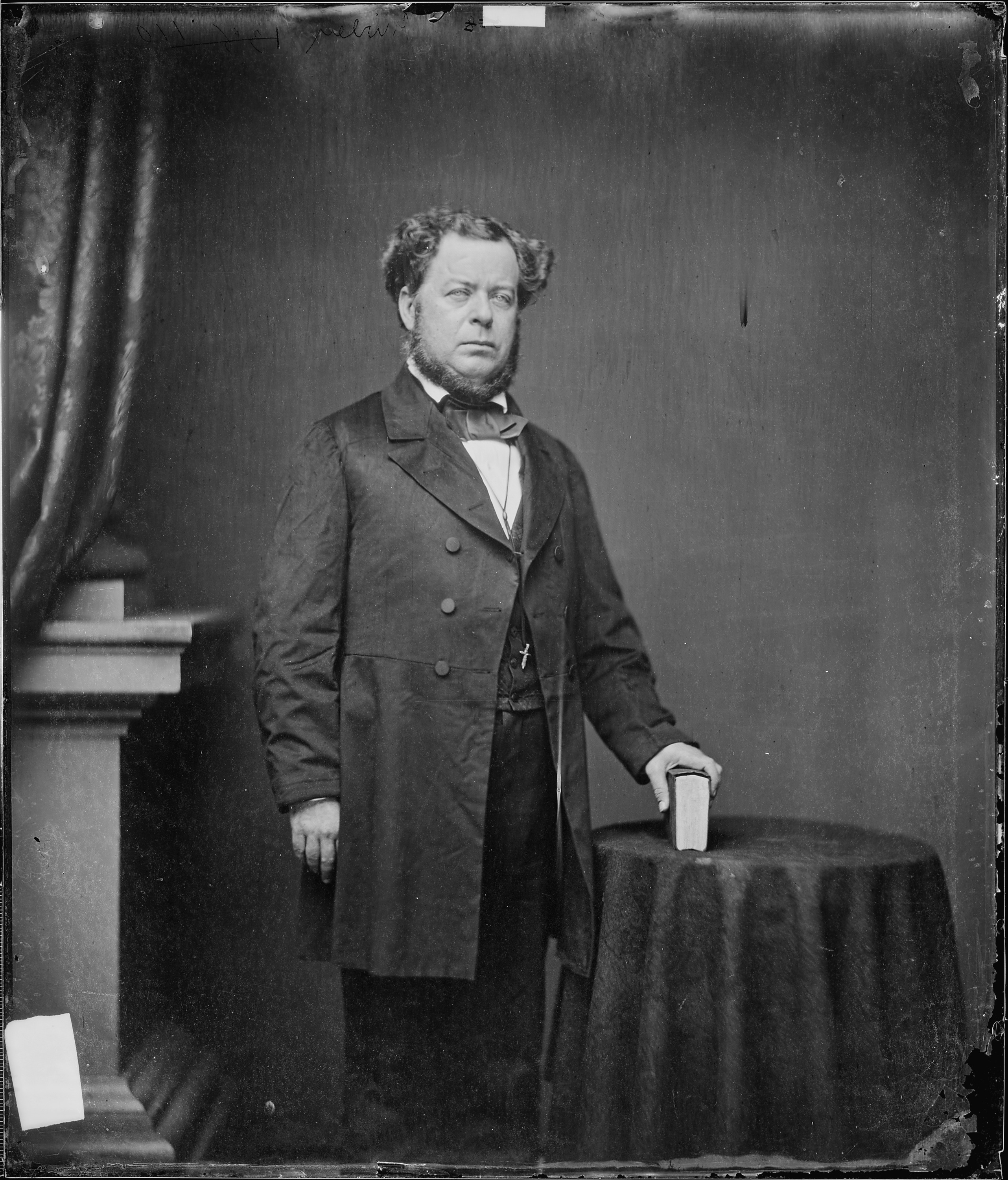
John A. Gurley

John Addison Gurley (* 9. Dezember 1813 in East Hartford, Connecticut; † 19. August 1863 in der Nähe von Cincinnati, Ohio) war ein US-amerikanischer Politiker der Republikanischen Partei. Vom 4. März 1859 bis 3. März 1863 war er Mitglied des Repräsentantenhauses der Vereinigten Staaten für den 2. Kongressdistrikt des Bundesstaates Ohio.

## Biografie
John Gurley wurde in East Hartford geboren. Er besuchte die Schulen des Countys und begann anschließend eine Lehre als Hutmacher. Daraufhin studierte er Theologie. Von 1835 bis 1838 war er Pastor der Universalist Church of America in Methuen in Massachusetts. 1838 zog er nach Cincinnati um und wurde Besitzer der Zeitung Star in the West. Auch in Cincinnati war Gurley als Pastor aktiv. 1850 gab er den aktiven Pastorendienst auf, verkaufte 1854 seine Zeitung und zog auf eine Farm in der Nähe von Cincinnati.
Bei den Kongresswahlen 1856 kandidierte Gurley als Kandidat der Republikaner im 2. Distrikt von Ohio, allerdings ohne Erfolg. Bei der nächsten Wahl war seine erneute Kandidatur erfolgreich. Er zog ins US-Repräsentantenhaus nach Washington, D.C. ein. Dort saß er für zwei Legislaturperioden. 1862 ließ er sich nicht mehr zur Wahl aufstellen. Während einer Sitzungspause des Kongresses diente Gurley 1861 im Sezessionskrieg auf Seiten von John C. Frémont.
US-Präsident Abraham Lincoln ernannte ihn 1863 zum ersten Gouverneur des Arizona-Territoriums. Gurley starb aber am Abend seiner Abreise, einen Tag vor der Amtsübernahme, an einer akuten Appendizitis. Seinen Posten übernahm stattdessen John Noble Goodwin.
Gurley war mit Sarah verheiratet. Er wurde auf dem Spring Grove Cemetery beigesetzt.